# البرنامج الياباني في القارة القطبية الجنوبية
المهد الوطني للبحوث القطبية (国立極地研究所) أو البرنامج الياباني في أنتاركتيكا هو المؤسسة اليابانية التي تتحكم في المحطات التي لدى اليابان في أنتاركتيكا ويتحكم أيضا في البحوث اليابانبة في أنتاركتيكا.
المحطات هي
- محطة أسوكا
- محطة قمة فيجي (ドーム富士基地 Dōmu Fuji Kichi؟)
- محطة ميزوهو
- محطة شوا (昭和基地 Shōwa Kichi؟)

## وصلات خارجية
- (باليابانية) NIPR website

‌